# 12977 Nanettevigil
12977 Nanettevigil eller 1978 NC är en asteroid i huvudbältet som upptäcktes den 10 juli 1978 av de båda amerikanska astronomerna Eleanor F. Helin och E. M. Shoemaker vid Palomar-observatoriet. Den är uppkallad efter Nanette Vigil.
Asteroiden har en diameter på ungefär 6 kilometer.